# Clastobryum novo-guinense
Clastobryum novo-guinense là một loài Rêu trong họ Sematophyllaceae. Loài này được (Nog.) Tixier mô tả khoa học đầu tiên năm 1977.